# Rambutan (Ciracas)
Rambutan is een plaats (wijk) - (kelurahan) in het bestuurlijke gebied Ciracas, Jakarta Timur (Oost-Jakarta) in de provincie Jakarta, Indonesië. De plaats telt 36.182 inwoners (volkstelling 2010).